# Невшехір (аеропорт)
Аеропорт Невшехір-Кападокія (IATA: NAV, ICAO: LTAZ) (тур. Nevşehir Kapadokya Havalimanı) — аеропорт, який розташований за 30 км NW від Невшехіра, Туреччина.

## Історія
Аеропорт був відкритий 15 листопада 1988 року як аеродром Невшехір-Тузкой. 
17 грудня 1998 року аеродром було перейменовано в аеропорт Невшехір-Кападокія. 
У 2006 році аеропорт обслужив 392 вантажних, 833 пасажирських повітряних судна та 27 832 пасажирів. 

Пасажирський термінал аеропорту займає площу 3500 м² і має паркінг на 400 автомобілів.

## Авіалінії та напрямки, вересень 2023
| Авіакомпанія         | Пункт призначення             |
| -------------------- | ----------------------------- |
| AnadoluJet           | Стамбул–Сабіха Гьокчен        |
| BH Air               | Сезонний чартер: Софія, Варна |
| European Air Charter | Сезонний чартер: Софія        |
| Turkish Airlines     | Стамбул                       |

## Статистика
Див. джерело запитів Вікіданих та джерела.